# Bösdorf, Plön
Bösdorf là một đô thị thuộc huyện Plön, trong bang Schleswig-Holstein, nước Đức. Đô thị Bösdorf, Plön có diện tích 21,1 km², dân số thời điểm 31 tháng 12 năm 2006 là 1597 người.